# Strâmtoare

Diagramă simplificată

O strâmtoare este un canal îngust de apă ce conectează două bazine acvatice mari, astfel fiind așezat între două mase de uscat. Termenii de strâmtoare, canal, pasaj și braț de mare pot fi sinonime, deși canal și braț de mare au și alte semnificații. Multe strâmtori sunt importante din punct de vedere politic. Strâmtorile se pot afla pe rute de transport importante, în trecut existând războaie pentru controlul acestor strâmtori. Multe canale artificiale au fost construite pentru a conecta două bazine acvatice deasupra uscatului.